# Елизаветинское муниципальное образование
Елизаветинское муниципальное образование — упразднённое в 2014 году муниципальное образование в составе Аткарского района Саратовской области. Административный центр — село Елизаветино. На территории поселения располагалось 2 населённых пункта — 1 село и 1 деревня.
Законом Саратовской области от 25 апреля 2014 года № 47−ЗСО Елизаветинское и Кочетовское муниципальные образования преобразованы путём их объединения во вновь образованное муниципальное образование «Кочетовское муниципальное образование Аткарского муниципального района Саратовской области» наделённое статусом сельского поселения.

## Населённые пункты
- село Елизаветино — административный центр;
- деревня Щербиновка;